# Hackescher Markt

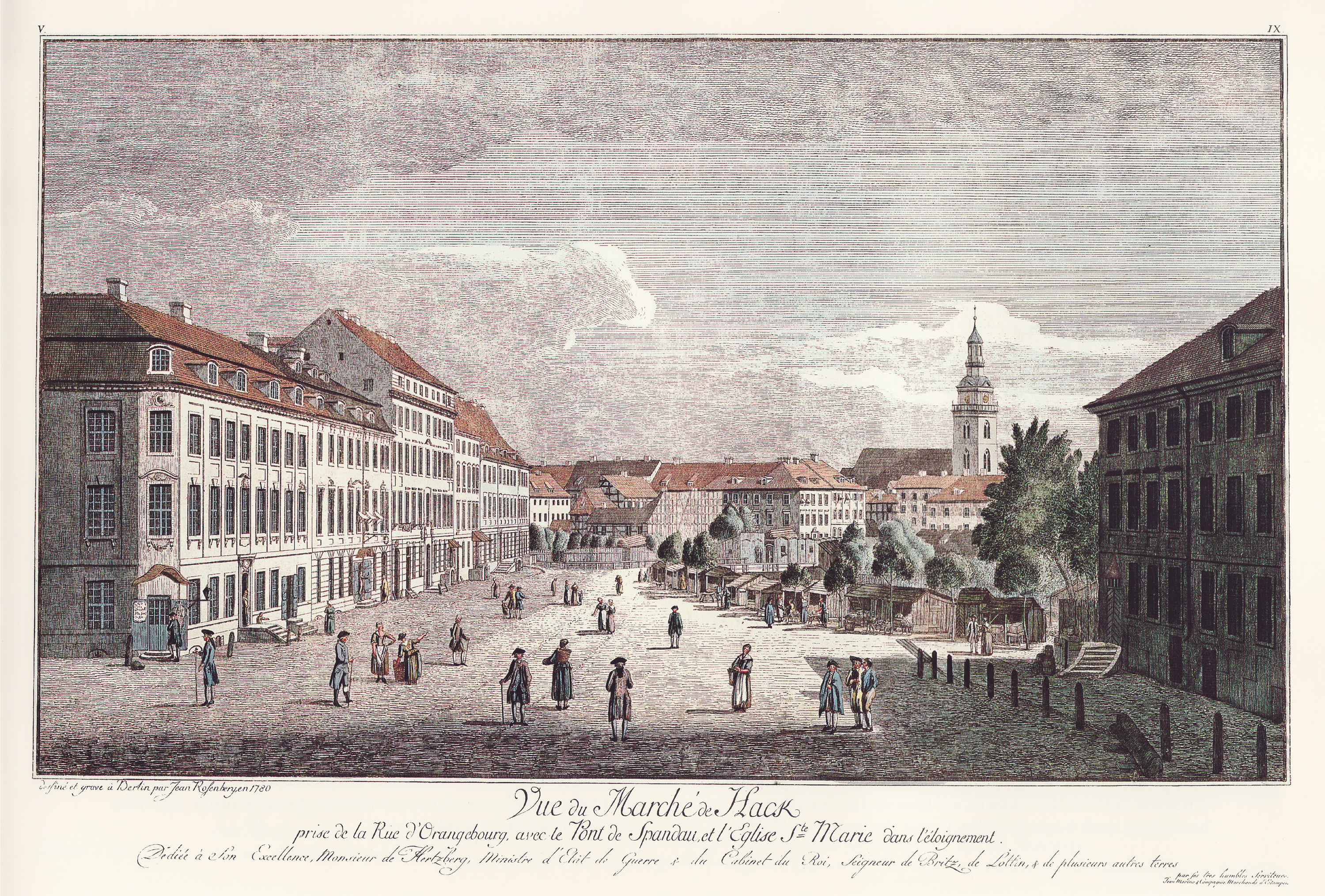
Blick von der Oranienburger Straße über den Hackeschen Markt und die Spandauer Brücke zur Marienkirche, 1780

Der Hackesche Markt in der Spandauer Vorstadt des Berliner Ortsteils Mitte ist ein Verkehrsknotenpunkt und ein Ausgangspunkt für das Berliner Nachtleben.

## Lage

1840: Umgebung des Haackeschen Marktes – vor der Bekanntmachung vom 23. Juli 1840 – 1–14 (an der Spandauer Brücke 1–6, 10–12, an Zwirngraben 13/14)

Bekanntmachungen vom 23. Juli 1840, Umbenennung an der Spandauer Brücke im Bereich bis zum Haackeschen Markt. Benennung an Zwirngraben.

1846: Umgebung der Haackeschen Markt – nach der Bekanntmachung vom 23. Juli 1840 – 1–4 (an der Spandauer Brücke 3–10, an Zwirngraben 1/2)

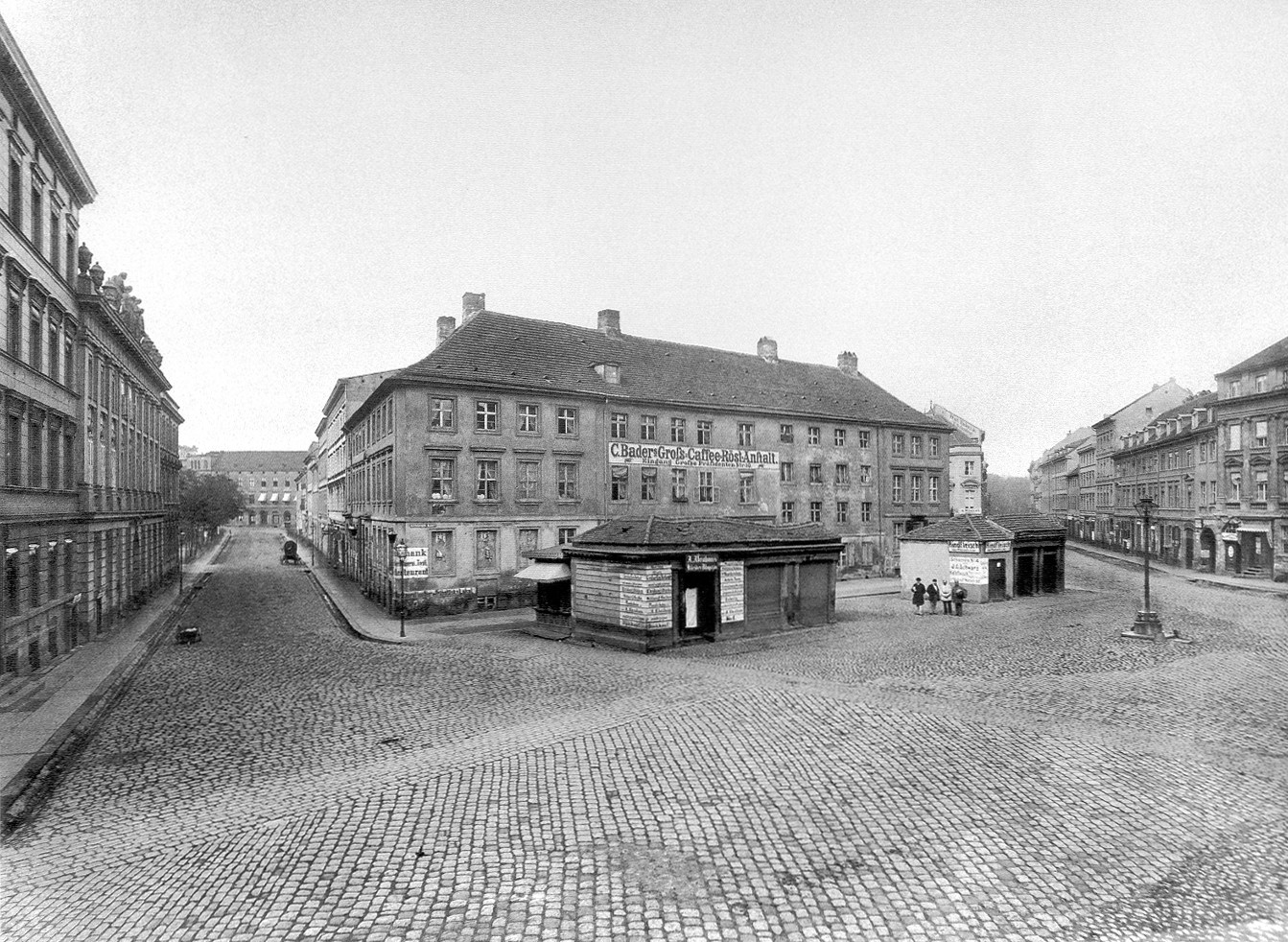
Hackescher Markt, 1871

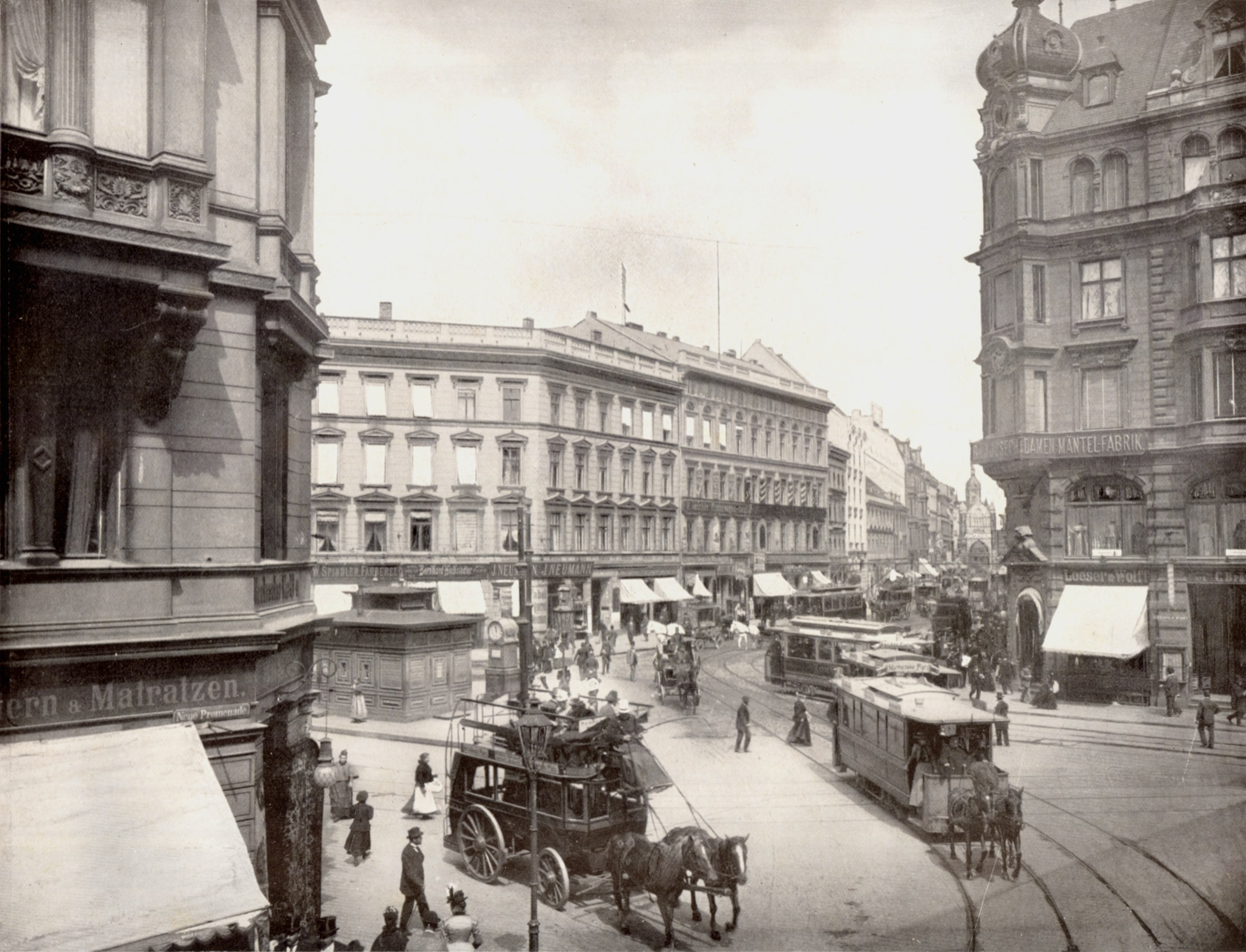
Hackescher Markt und Rosenthaler Straße um 1900

Der Platz befindet sich am südlichen Ende der Rosenthaler Straße, an dem sich bis in das 19. Jahrhundert der Festungsgraben erstreckte. Außerdem laufen die Oranienburger Straße, die Große Präsidentenstraße, die Neue Promenade und die Straße An der Spandauer Brücke auf den Platz zu.

## Geschichte
Das Gelände, auf dem sich der Platz heute befindet, war ursprünglich Sumpfland. Erst mit dem Abriss des Festungsgrabens ließ der Berliner Stadtkommandant Graf Hans Christoph Friedrich von Hacke um 1750 den Platz im Auftrag von Friedrich II. anlegen. Er wurde schnell als der Hackesche Markt (bis 1872: Haackesche Markt) bekannt, dennoch erfolgte erst am 23. Juli 1840 die offizielle Benennung.
Im späten 19. und frühen 20. Jahrhundert entwickelte sich der Platz dank der Erschließung durch öffentliche Verkehrsmittel zu einem innerstädtischen Knotenpunkt. Nahe dem Platz befand sich die Berliner Börse, nach der auch der S-Bahnhof am Platz benannt wurde. Im Zweiten Weltkrieg wurde ein Teil der den Platz umgebenden Bebauung zerstört. Der Platz, nach der deutschen Teilung in Ost-Berlin gelegen und nunmehr durch Baulücken geprägt, verlor im Windschatten des in den 1960er Jahren neu wiederaufgebauten Stadtzentrums am Alexanderplatz an Bedeutung.
Nach der Wiedervereinigung Deutschlands und Berlins im Jahr 1990 wurden die vorhandenen Altbauten saniert und die Baulücken geschlossen. Die Platzfläche wurde größtenteils als Fußgängerbereich neu gestaltet. Am Platz und in den Viaduktbögen des Bahnhofs sowie entlang der zuführenden Straßen siedelten sich diverse gastronomische Einrichtungen aller Art an, sodass der Hackesche Markt zum Ausgangspunkt eines Vergnügungsviertels avancierte. Der Platz wird heute als Biergarten und als Wochenmarkt genutzt.

## Öffentlicher Verkehr

### Straßenbahn
Der Platz war bis vor wenigen Jahren der zentrale Knotenpunkt der Berliner Straßenbahn, heute muss er sich diese Stellung mit dem Alexanderplatz teilen. Am Hackeschen Markt treffen sich vier MetroTram-Linien (M1, M4, M5, M6) aus drei Richtungen, von denen zwei hier ihre Endhaltestelle haben. Im Nachtverkehr halten bzw. enden hier drei der genannten Straßenbahnlinien, da die Linie M6 nachts nicht auf einem Großteil des bereits von der Linie M5 bedienten Streckenabschnitts verkehrt.
Die zentrale Bedeutung rührt daher, dass sich hier eine der wenigen innerstädtischen Wendeschleifen der Straßenbahn befindet. Sämtliche Streckenabschnitte südlich der Stadtbahn wurden bis 1970 stillgelegt, sodass der Verkehr, der in der Regel aus den Außenbezirken in die Innenstadt läuft, sich hier automatisch trifft.
Die Wendeschleife am Hackeschen Markt war anfangs eine eingleisige Durchfahrt und diente ursprünglich nicht dem heutigen Zweck. Erst nach und nach erweiterte man sie auf vier Abstellgleise. Der enorme Verkehr in der Schleife kann dennoch dazu führen, dass einsetzende Züge bereits hier mit Verspätung abfahren. Mit dem Bau einer neuen Strecke über den Alexanderplatz musste die Wendeschleife umgebaut werden, die Züge fahren nun auf einem kurzen Stück südlich des Stadtbahn-Viadukts entlang, um hier die neue Strecke aufzunehmen.

### S-Bahnhof

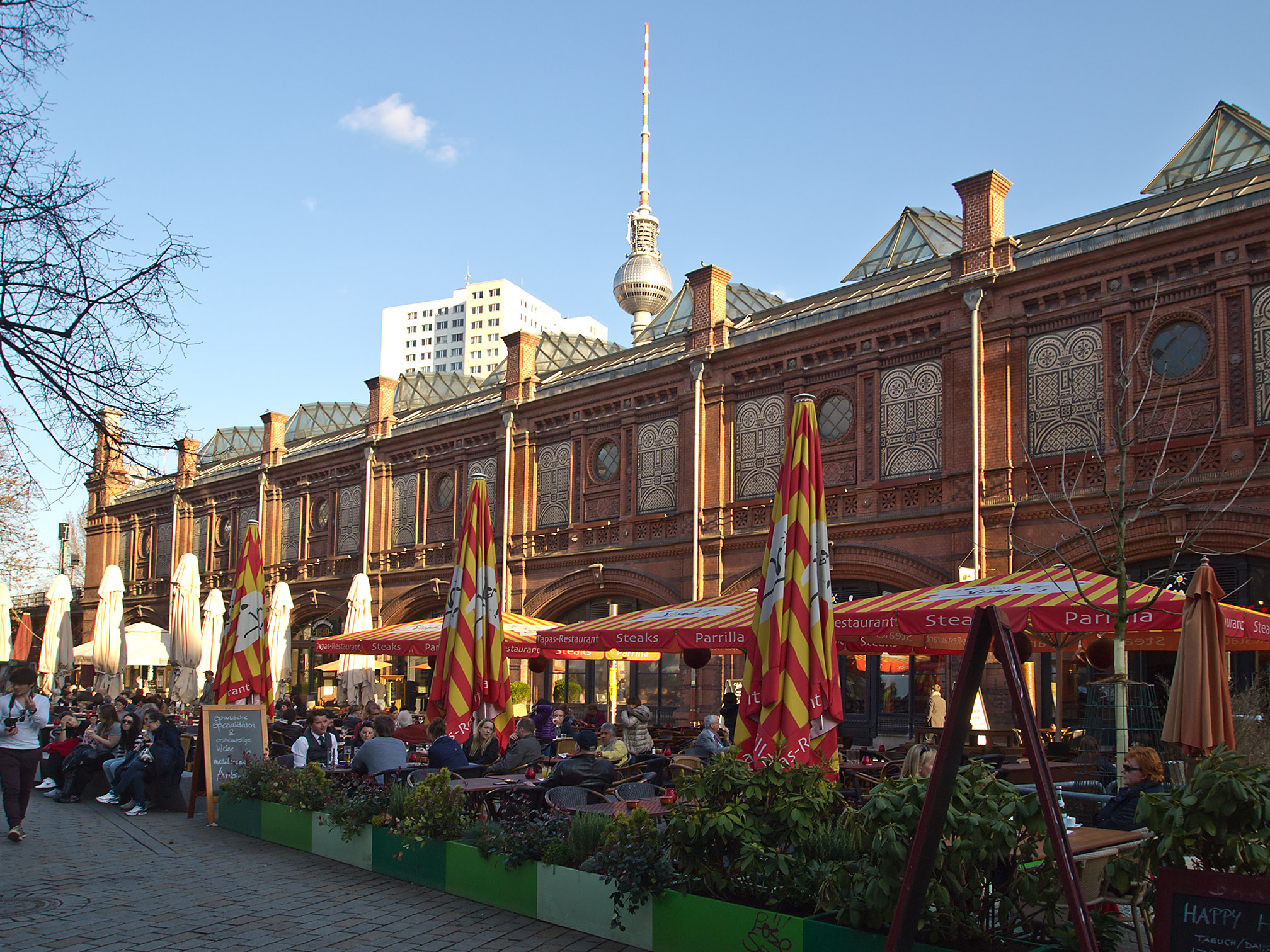
Restaurants mit Biergärten im Stadtbahn-Viadukt des S-Bahnhofs

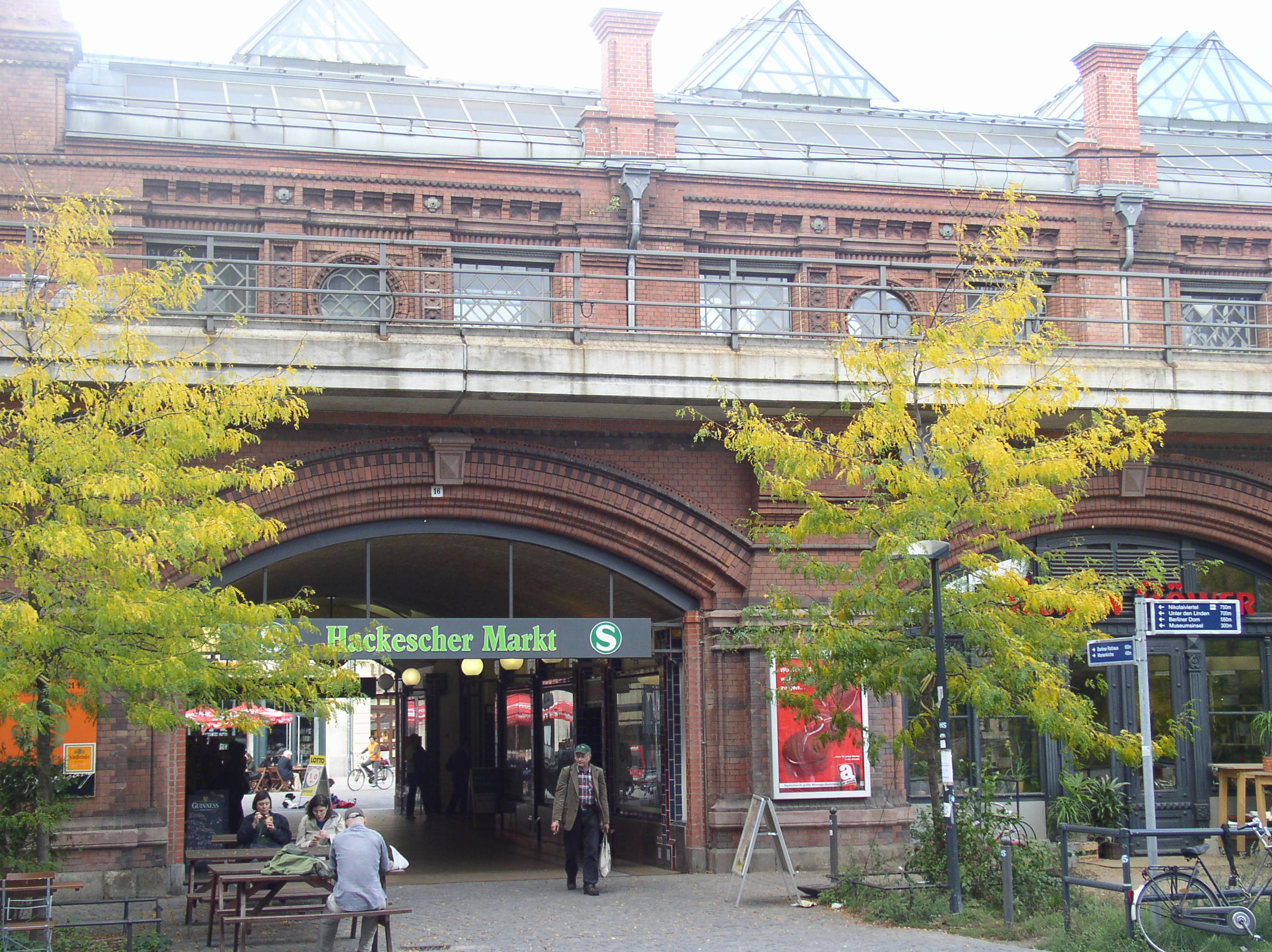
S-Bahnhof Hackescher Markt

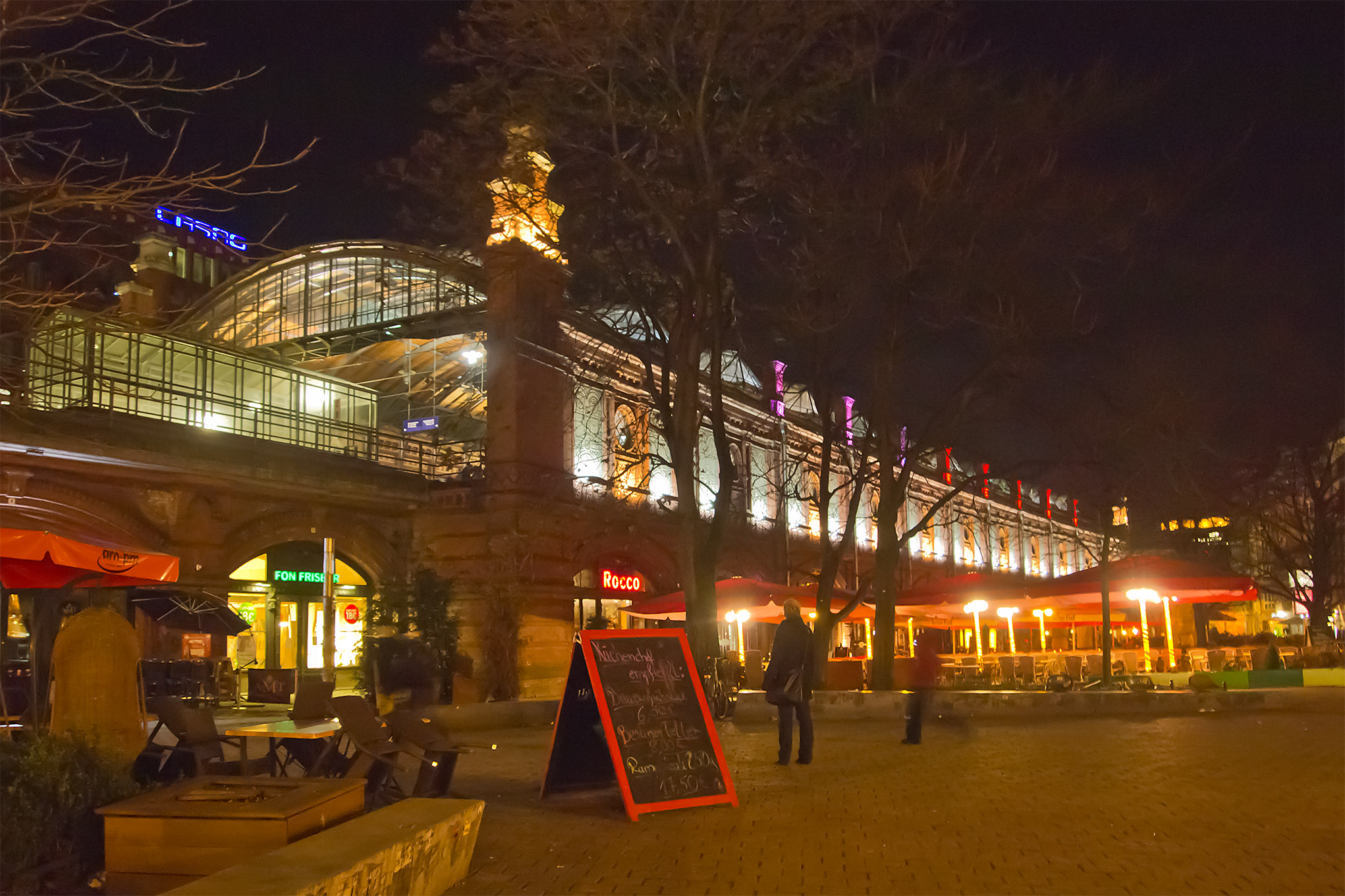
Der S-Bahnhof bei Nacht

Der Bahnhof der Berliner S-Bahn wurde durch Johannes Vollmer ab 1878 erbaut und am 7. Februar 1882 dem Verkehr übergeben. Er hieß damals Börse und wurde am 1. Mai 1951 in Marx-Engels-Platz umbenannt. Der neue Name war mehr oder weniger irreführend, denn jener befand sich vor dem später erbauten Palast der Republik und war somit nicht im direkten Bahnhofsumfeld, sondern etwa 500 Meter weit entfernt. Am 31. Mai 1992 wurde die Station in Hackescher Markt umbenannt, nachdem bereits die Straßenbahnen dieses Ziel seit Jahren angefahren hatten.
Sehenswert ist er vor allem seine Halle aus Backstein für die Stadtbahnzüge der S-Bahn. Die Fernbahnzüge werden südlich der Halle vorbeigeführt. Unterhalb der Halle und Gleise befinden sich in den Stadtbahnbögen zahlreiche Cafés, Bars und Restaurants. Der S-Bahnhof steht heute unter Denkmalschutz.
Durch den S-Bahnhof und die zahlreichen Straßenbahnlinien sind der Platz und die umliegenden Straßen sehr gut erschlossen. Eine Vielzahl von Kinos, Kneipen, Cafés und Einzelhandelsgeschäften ist zu Fuß gut erreichbar. Autoparkplätze sind dagegen kaum vorhanden.

### Nachtbus
Während tagsüber keine einzige Buslinie am Hackeschen Markt hält, war er bis 14. Dezember 2019 nachts nach dem Bahnhof Zoo der zweitwichtigste Umsteigepunkt Berlins. Dann wurde der Nachtknoten an den Alexanderplatz verlegt, sodass als einzige Nachtbuslinie aktuell nur noch der N42 über den Hackeschen Markt fährt.

## Umgebung
Die Umgebung des Hackeschen Marktes ist durch zahlreiche Sehenswürdigkeiten, kulturelle Institutionen und gastronomische Einrichtungen geprägt. Dies sind unter anderem der Monbijoupark, die Hackeschen Höfe, der Lustgarten mit dem Berliner Dom, die Museumsinsel, der Alexanderplatz sowie die Neue Synagoge in der Oranienburger Straße. Seit der Instandsetzung 2008 ist der Jüdische Friedhof, dessen zerstörtes Gelände die Jüdische Gemeinde 1948 zurückerhielt, wieder als solcher erkennbar.